# Кустарный
Кустарный (бел. Куста́рны) — посёлок в Терюхском сельсовете Гомельского района Гомельской области Беларуси.

## География
В 5 км от железнодорожной станции Терюха (на линии Гомель — Чернигов), 27 км на юг от Гомеля.

### Гидрография
На реке Песошенька (приток реки Терюха).

## Транспортная сеть
Транспортные связи по просёлочной, затем автомобильной дороге Старые Яриловичи — Гомель. Планировка состоит из короткой прямолинейной улицы, ориентированной с юго-запада на северо-восток. Застройка деревянная, усадебного типа.

## История
Основан в начале XX века переселенцами из соседних деревень. В 1926 году в Песчанобудском сельсовете Носовичского района Гомельского округа. В 1931 году жители вступили в колхоз. Во время Великой Отечественной войны 28 сентября 1943 года освобождён от оккупантов. В 1959 году в составе совхоза «Социализм» (центр — деревня Терюха).

## Население
- 1926 год — 15 дворов, 76 жителей
- 1959 год — 70 жителей (согласно переписи)
- 2004 год — 7 хозяйств, 10 жителей